# Pitschberg
Der Pitschberg (ladinisch Pic) ist ein 2363 m hoher Berg in Südtirol (Italien). Er befindet sich nördlich von St. Christina und ist ein Richtung Gröden vorgeschobener Ausläufer der Geislergruppe in den Dolomiten. Der Pitschberg grenzt im Norden an die Seceda-Alm, im Osten an die Mastlé-Alm, im Süden an die Sëurasass-Wiesen und im Westen fallen die sagenumwobenen Ausläufer Balest und Col de Flam nach St. Ulrich ab.

## Archäologie
Sondierungen von Franco Prinoth (es wurden Bruchstücke eines kleinen Tontopfes gefunden), zusätzlich zu Ausgrabungen von Janmatie Moroder und Markus Delago, deuten darauf hin, dass in der mittleren Eisenzeit am Pitschberg ein Brandopferplatz bestand. Auf dem Col da Pincan, einem westseitig vorgelagerten Hügel oberhalb von St. Ulrich, wurde im Jahr 2000 die Burg Stetteneck wiederentdeckt.

## Toponomastik
Siehe dazu die Karte der ladinischen Namen der Umgebung.

## Panorama
Der Pitschberg ist wegen seines Panoramas bekannt, von der Bergspitze kann man den Großteil der Grödner Dolomiten sehen.

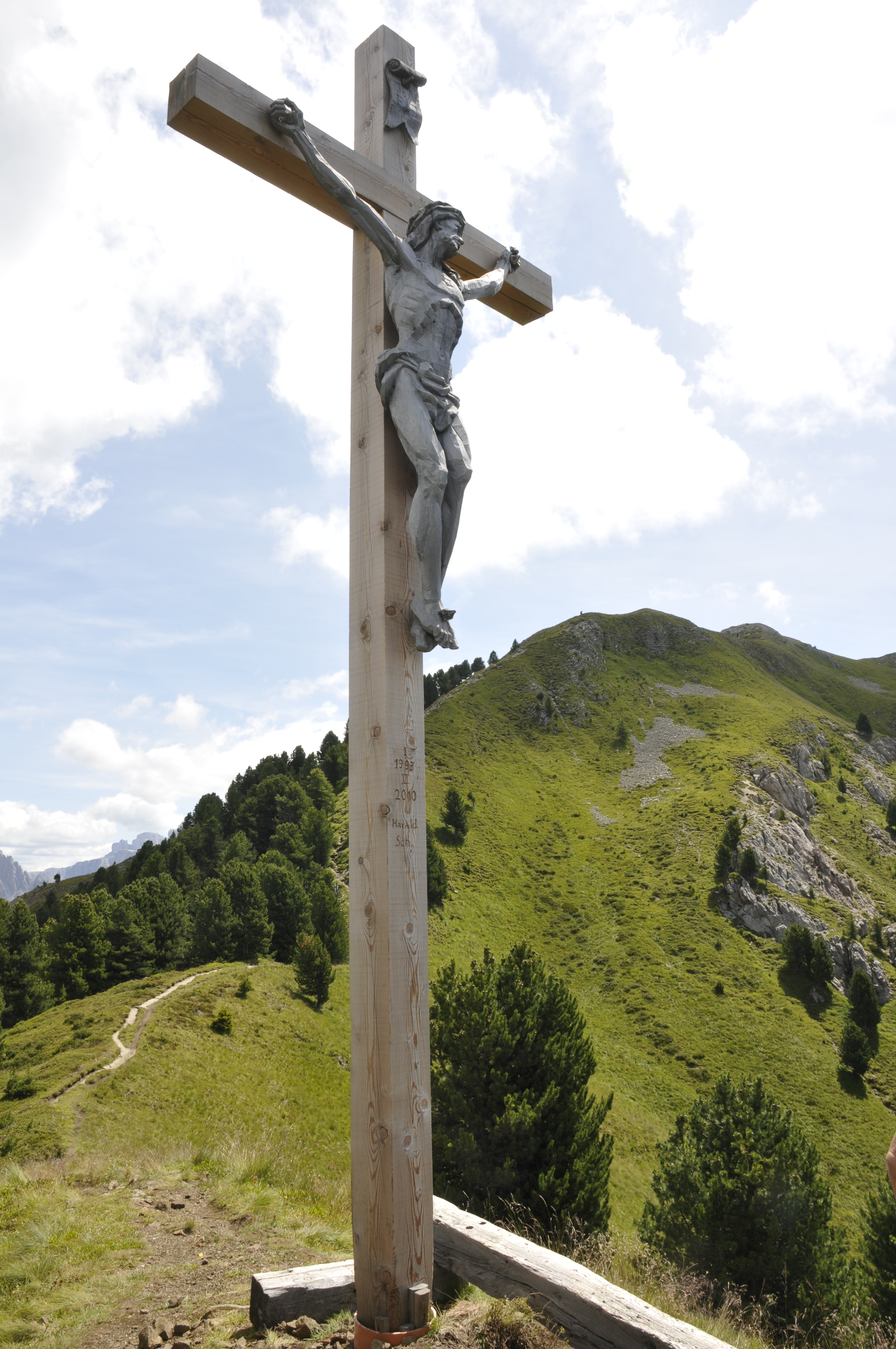
Gipfelkreuz an der Cansla dla Ciarità am Pitschberg. Holzskulptur von Harald Schmalzl, 1993
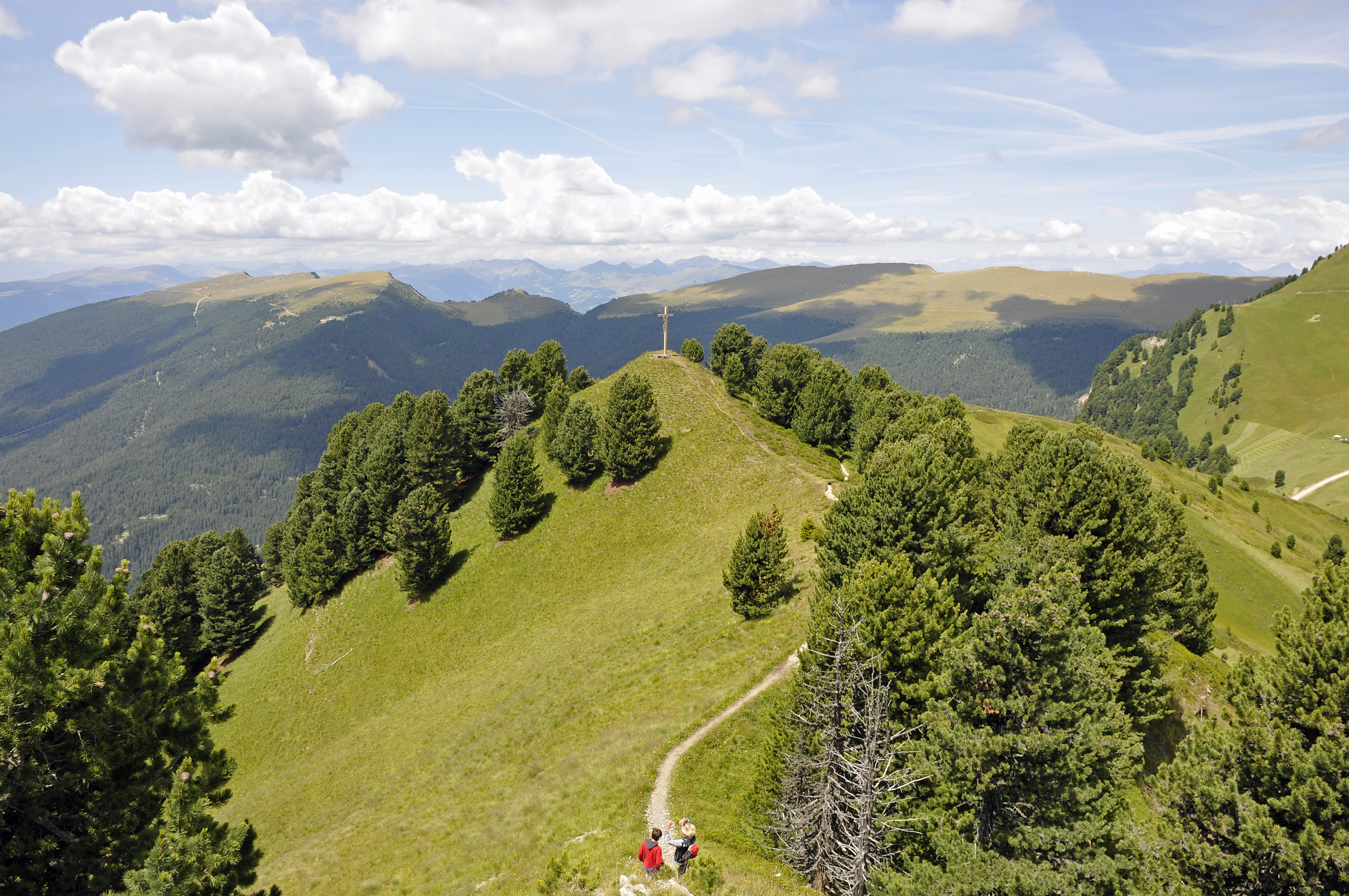
Cansla dla Ciarità, nördlicher Ausläufer des Pitschbergs
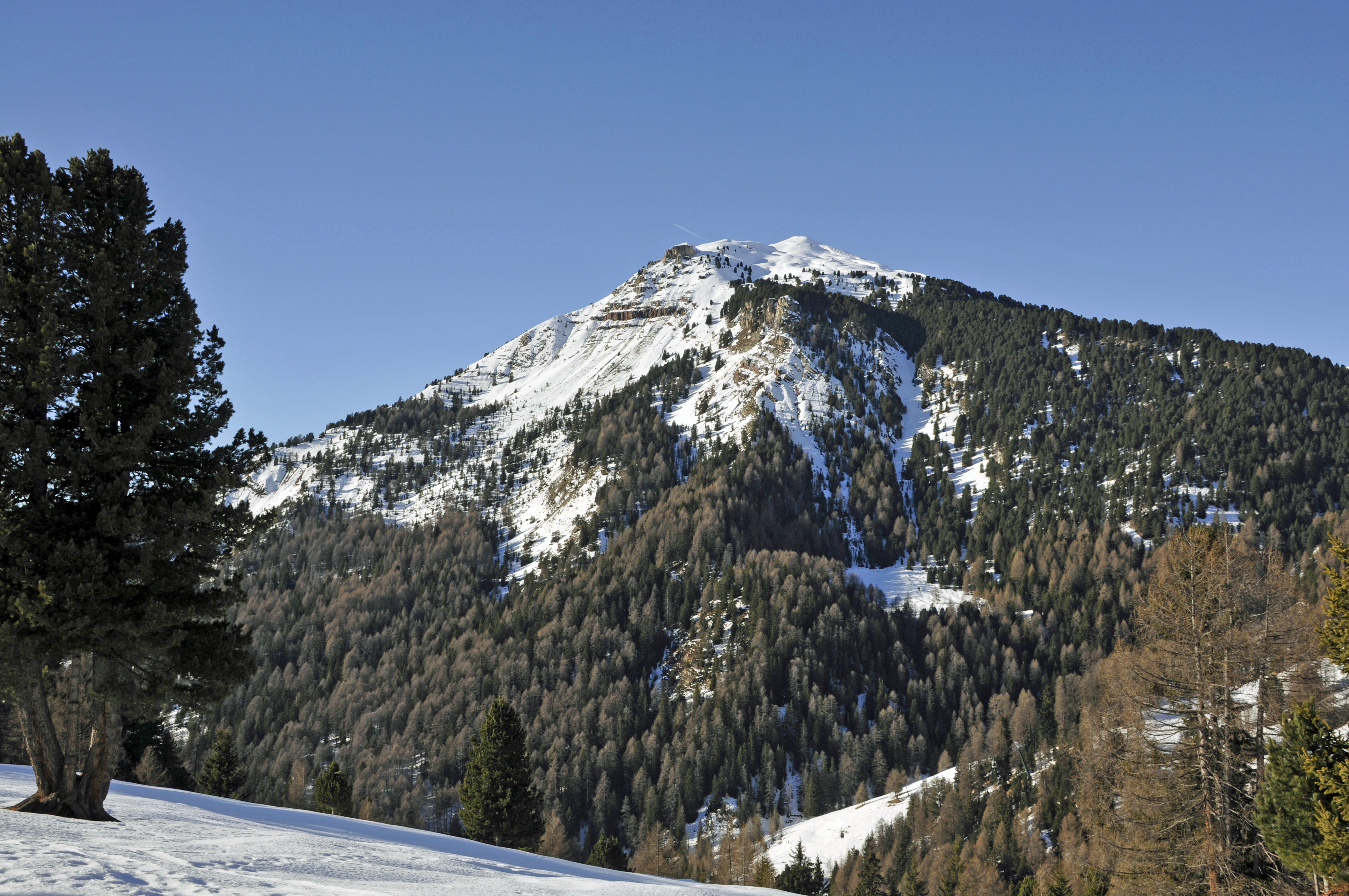
Osthang mit dem Sas de Pic (links) und Crujëtes (rechts)